# Indomito-Klasse (1955)
Die Indomito-Klasse, auch als Impetuoso-Klasse bezeichnet, war eine Klasse von zwei Zerstörern der italienischen Marine, die von 1958 bis 1983 in Dienst standen.

## Geschichte
Bei den beiden Schiffen, die in Riva Trigoso bei Genua und in Livorno gebaut wurden, handelte es sich um die ersten nach dem Zweiten Weltkrieg in Italien gebauten Zerstörer. Sie basierten auf der noch während des Krieges in Auftrag gegebenen, aber nie realisierten Zerstörerklasse Comandanti Medaglie d’Oro. Erst mit der 1962 folgenden Impavido-Klasse erhielten italienische Zerstörer auch Lenkwaffen und ein Flugdeck für Bordhubschrauber. Bei der Indomito-Klasse blieb es trotz einer Modernisierung in den 1970er Jahren bei der klassischen Bewaffnung.

## Einheiten
Die Bezeichnung der Klasse ist nicht eindeutig, sie wird auch Impetuoso-Klasse genannt. Die italienische Marine bezeichnet sie offiziell als Indomito-Klasse, weil der Stapellauf der Indomito vor der Impetuoso erfolgte. Die beiden Schiffsnamen trugen in der Vergangenheit Torpedoboote, zuletzt zwei der Ciclone-Klasse.
| Kennung | Name      | Werft                              | Kiellegung     | Stapellauf         | In Dienst        | Außer Dienst |
| ------- | --------- | ---------------------------------- | -------------- | ------------------ | ---------------- | ------------ |
| D559    | Indomito  | Ansaldo, Livorno                   | 24. April 1952 | 9. August 1955     | 23. Februar 1958 | 1980         |
| D558    | Impetuoso | Cantieri del Tirreno, Riva Trigoso | 7. Mai 1952    | 16. September 1956 | 25. Januar 1958  | 1983         |